# Cantalera
Cantalera è un genere di mammiferi estinti che vissero nel  Cretaceo inferiore della Spagna. Questi piccoli erbivori vissero durante l'era dei dinosauri. I Cantalera sono membri dell'ordine dei multitubercolati e del sottordine 'plagiaulacida' (famiglia Pinheirodontidae). Sono quindi alcuni tra i più antichi rappresentanti dell'ordine.
Il genere Cantalera è stato classificato da Ainara Badiola, Josè Ignacio Canudo e Gloria Cuenca-Besco nel 2008, in onore del luogo del ritrovamento dei fossili, presso il fiume "Cantalera". Consiste attualmente di una sola specie, C. abadi (dal nome del professor José María Abad, un membro del gruppo "aragosaurus"), i cui resti fossili vennero ritrovati nella formazione "Blesa" a Josa, Teruel,  Spagna, datata al Cretaceo inferiore (Hauteriviano-Barremiano). Tali resti consistono in un premolare superiore (P4/P5) e in due molari superiori (M1), conservati al Museo Paleontologico dell'Università di Saragozza.

## Tassonomia
Sottoclasse  †Allotheria Marsh, 1880
- Ordine †Multituberculata Cope, 1884:
  - Sottordine †Plagiaulacida Simpson, 1925
    -       - Famiglia †Pinheirodontidae Hahn & Hahn, 1999
        - Genere †Pinheirodon Hahn & Hahn, 1999
          - Specie †P. pygmaeus Hahn & Hahn, 1999
          - Specie †P. vastus Hahn & Hahn, 1999
          - Specie †P. sp. Hahn & Hahn, 1999

        - Genere †Bernardodon Hahn & Hahn, 1999
          - Specie †B. atlanticus Hahn & Hahn, 1999
          - Specie †B. sp. Hahn & Hahn, 1999

        - Genere †Gerhardodon Kielan-Jaworowska & Ensom, 1992
          - Specie †G. purbeckensis Kielan-Jaworowska & Ensom, 1992

        - Genere †Iberodon Hahn & Hahn, 1999
          - Specie †I. quadrituberculatus Hahn & Hahn, 1999

        - Genere †Lavocatia Canudo & Cuenca-Bescós, 1996
          - Specie †L. alfambrensis Canudo & Cuenca-Bescós, 1996

        - Genere †Cantalera Badiola, Canudo & Cuenca-Bescós, 2008
          - Specie †C. abadi Badiola, Canudo & Cuenca-Bescós, 2008

        - Genere †Ecprepaulax Hahn & Hahn, 1999
          - Specie †E. anomala Hahn & Hahn, 1999